# Operation Bertram

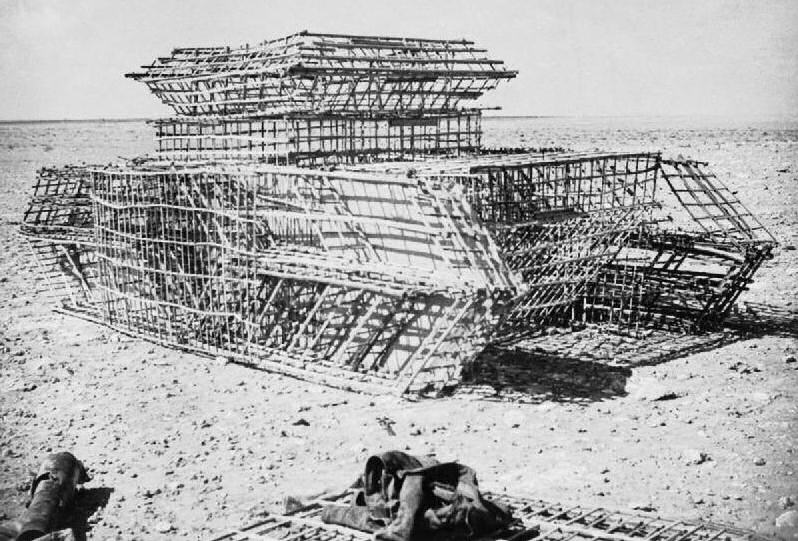
Bau einer Panzerattrappe in der Middle East School of Camouflage in Helwan bei Kairo, 1942

Operation Bertram war ein großangelegtes Täuschungsmanöver durch die alliierten Streitkräfte in Ägypten während des Zweiten Weltkriegs.
Operation Bertram wurde 1942 unter der Leitung von Bernard Montgomery in den Monaten vor der zweiten Schlacht von El Alamein durchgeführt. Die Operation wurde von Dudley Clarke entwickelt, um Erwin Rommel über den Zeitpunkt und Ort des alliierten Angriffs zu täuschen. Sie bestand aus physikalischen Täuschungen mit Attrappen und Tarnmaterial, entworfen und hergestellt durch das britische Middle East Command Camouflage Directorate unter der Leitung von Geoffrey Barkas. Die Täuschungsmanöver wurden durch elektromagnetische Täuschungen unter dem Codenamen „Operation Canwell“ mit falschem Funkverkehr begleitet. Das Manöver wurde geplant, um den Feind glauben zu lassen, dass der Angriff im Süden stattfinden würde, weit entfernt von der Küste sowie den dort verlaufenden Straßen- und Schienen, und etwa zwei Tage später als der echte Angriff.

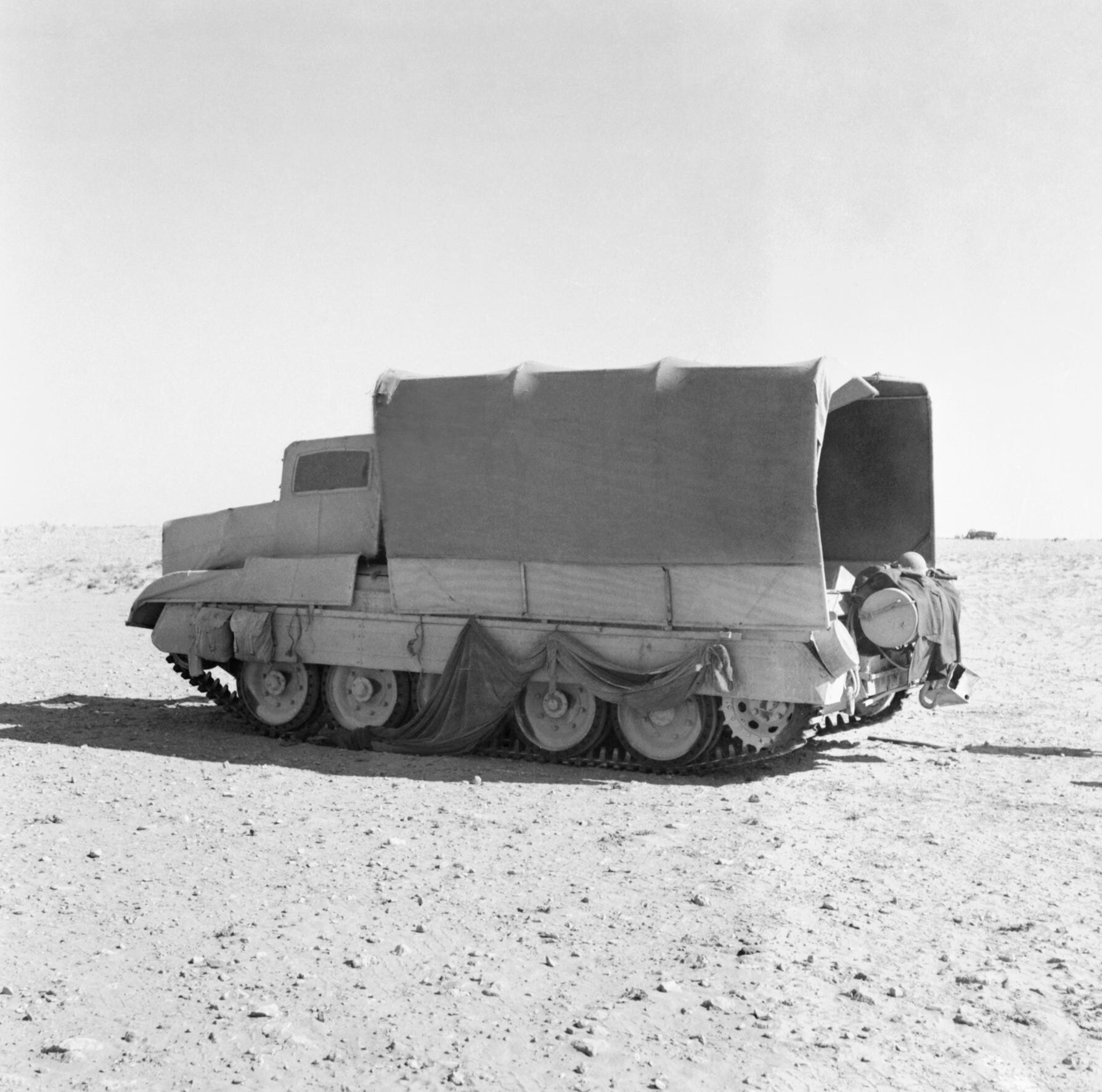
Crusader-Panzer als Lastwagen getarnt
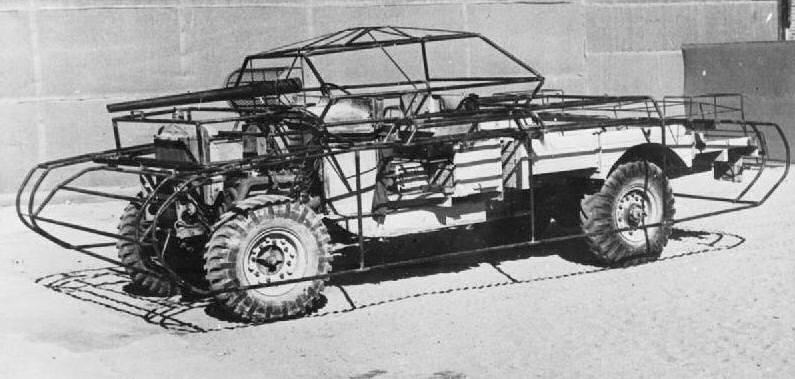
Panzerattrappe über einem Jeep in der Nähe von Kairo, 1942
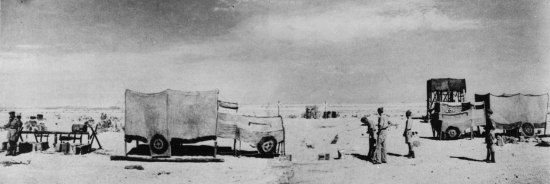
Attrappe einer Wasser-Pipeline der Operation Diamond